# Port Arthur (Texas)
Port Arthur è una città   situata fra le contee di Jefferson e Orange nel Texas. La popolazione era di 53 818 abitanti nel censimento del 2010. 
Situata sulla costa occidentale del lago Sabine, costituisce un'unica area metropolitana con la vicina Beaumont.

## Geografia fisica
Secondo lo United States Census Bureau, la città ha una superficie totale di 373,06 km², dei quali 199,17 km² di territorio e 173,89 km² di acque interne (46,61% del totale).

## Società
Nel 1943 vi nacque la cantautrice Janis Joplin.

### Evoluzione demografica
Secondo il censimento del 2010, la popolazione era di 53 818 abitanti.

### Etnie e minoranze straniere
Secondo il censimento del 2010, la composizione etnica della città era formata dal 36,14% di bianchi, il 40,73% di afroamericani, lo 0,74% di nativi americani, il 5,91% di asiatici, lo 0,02% di oceaniani, il 14,06% di altre etnie, e il 2,4% di due o più etnie. Ispanici o latinos di qualunque etnia erano il 29,58% della popolazione.